# Deklaracja sławkowska

Państwa, które podpisały deklarację sławkowską

Deklaracja sławkowska lub Trójkąt sławkowski – porozumienie pomiędzy Czechami, Słowacją i Austrią podpisane w Sławkowie 29 stycznia 2015 roku.

## Historia
3 kwietnia 2014 roku prezydent Czech Miloš Zeman zapowiedział utworzenie Grupy Wyszehradzkiej Plus, poprzez rozszerzenie Grupy o Słowenię i Austrię. 4 kwietnia 2014 rzecznik Ministerstwa Spraw Zagranicznych Węgier Gábor Kaleta zaprzeczył planom poszerzenia Grupy Wyszehradzkiej o Austrię i Słowenię. Oprócz tej kwestii, w Grupie Wyszehradzkiej panowały inne poglądy na Ukrainę i Rosję. Polska utrzymywała stanowisko proukraińskie, natomiast pozostałe państwa Grupy Wyszehradzkiej posiadały stanowisko prorosyjskie. 29 stycznia 2015 roku premier Czech Bohuslav Sobotka, premier Słowacji Robert Fico oraz kanclerz Austrii Werner Faymann podpisali w Sławkowie deklarację sławkowską. Wiceminister Spraw Zagranicznych Czech Petr Drulák podkreślił, że jest to tylko uzupełnienie, a nie konkurencja dla Grupy Wyszehradzkiej.